# Avro 571 Buffalo
L'Avro 571 Buffalo era un bombardiere in picchiata imbarcato biplano prodotto dall'azienda britannica A.V. Roe and Company (Avro) negli anni venti e rimasto a livello di prototipo.
In competizione con il pari ruolo Blackburn Ripon questo gli venne preferito causandone l'arresto dello sviluppo.

## Storia

### Sviluppo
L'Avro 571 Buffalo venne sviluppato su iniziativa privata negli stabilimenti della A.V. Roe and Company (Avro) di Manchester per concorrere alla specifica 21/23 emessa dall'Air Ministry britannico per la fornitura di un velivolo biposto che potesse operare dalle portaerei della Royal Navy nel ruolo di bombardiere in picchiata ed aereo da ricognizione per sostituire il precedente Blackburn Dart.
Il prototipo, che ricevette l'immatricolazione G-EBNW, venne portato in volo per la prima volta dalla Avro a Hamble nel 1926 . Presentato alla commissione esaminatrice assieme ai Blackburn Ripon ed Handley Page Harrow, nelle prove comparative risultò possedere una minore manovrabilità dei concorrenti e venne per questo motivo scartato.
Il prototipo venne in seguito ricostruito assumendo la nuova designazione Avro 572 Buffalo II che differiva dal primo per l'adozione di una nuova ala, realizzata completamente in metallo e che integrava sul bordo d'attacco delle alette Handley Page per migliorarne le caratteristiche di volo, e un motore che erogava una maggiore potenza. In questa configurazione il Buffalo was much improved. Tuttavia questo non bastò ad aggiudicarsi l'appalto che si aggiudicò invece la Blackburn con il suo Ripon.

### Impiego operativo
Dopo aver perso l'appalto il Buffalo venne convertito in idrovolante nel 1928 su richiesta dell'Air Ministry. Immatricolato N239 venne utilizzato per prove di volo dal Marine Aircraft Experimental Establishment a Felixstowe

## Versioni
Avro 571 Buffalo I
prototipo equipaggiato con un motore Napier Lion Va da 450 hp (340 kW).
Avro 572 Buffalo II
Buffalo I ricostruito e modificato con una nuova ala e motorizzato Napier Lion XIA da 530 hp (400 kW).
Avro 597
proposta di bombardiere leggero basato sul Buffalo ma rimasta a livello progettuale.

## Utilizzatori
Regno Unito
- Air Ministry

## Velivoli comparabili
- Blackburn Ripon
- Handley Page HP.31 Harrow